# Saint-Aubin (Aisne)
Saint-Aubin é uma comuna francesa na região administrativa de Altos da França, no departamento de Aisne. Estende-se por uma área de 8,36 km². Em 2010 a comuna tinha 292 habitantes (densidade: 34,9 hab./km²).